# گوایتس جایو
گوایتس جایو (انگلیسی: Egoitz Jaio؛ زادهٔ ۱۳ اوت ۱۹۸۰) بازیکن فوتبال اهل اسپانیا است.
از باشگاه‌هایی که در آن بازی کرده‌است می‌توان به باشگاه خیمناستیک تاراگونا، باشگاه فوتبال اتلتیک بیلبائو بی، و باشگاه فوتبال نومانسیا اشاره کرد.